# Asemolea crassicornis
Asemolea crassicornis är en skalbaggsart som beskrevs av Bates 1881. Asemolea crassicornis ingår i släktet Asemolea och familjen långhorningar.
Artens utbredningsområde är Belize. Inga underarter finns listade.